# Skyline

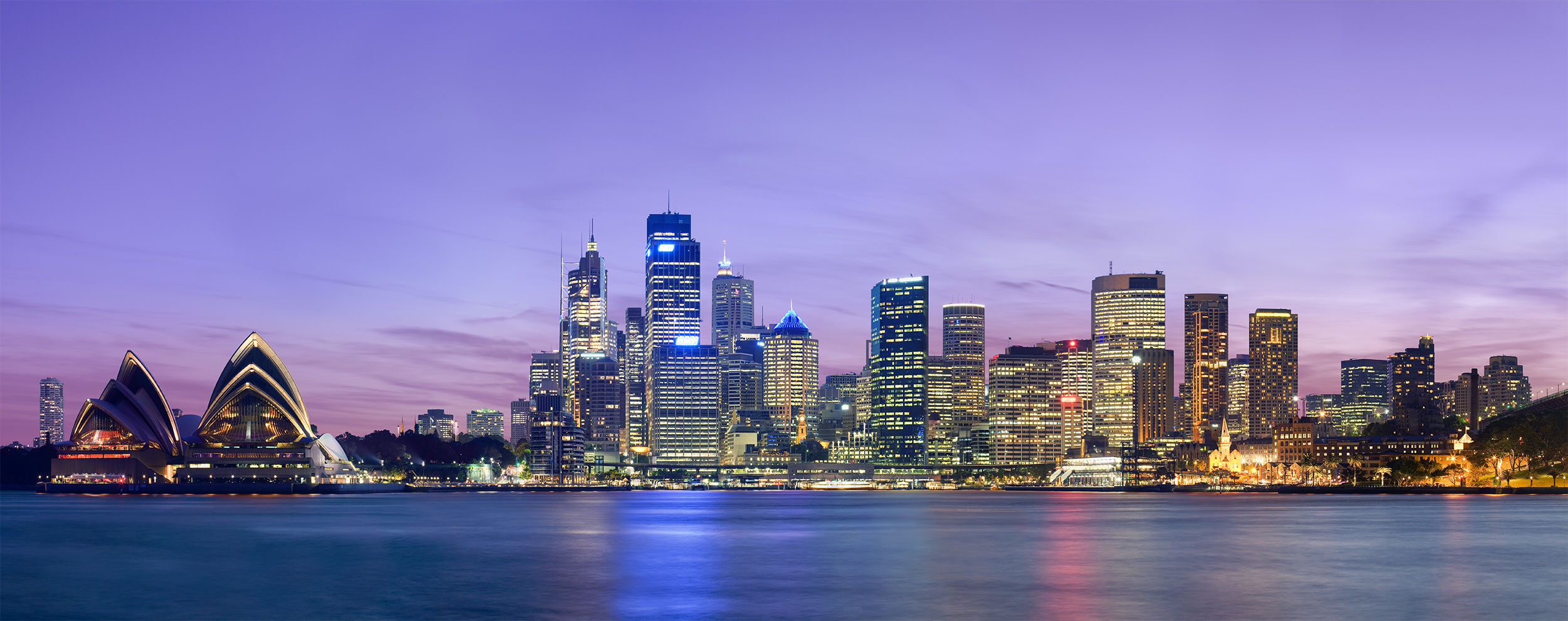
Skyline von Sydney am Abend, links die Oper

Eine Skyline (englisch „Horizont“ oder „Silhouette“) ist die Teilansicht oder das Panorama, das eine Stadt mit ihren höchsten Bauwerken und Strukturen vor dem Horizont abzeichnet. Skylines haben einen Wiedererkennungswert für eine Stadt und prägen ihr Erscheinungsbild.
Früher waren die Türme der Stadtbefestigungen und in Europa Kirchenbauten oder Kirchtürme, im islamischen Kulturkreis Minarette prägend für die Stadtsilhouette. Heutzutage gelten Wolkenkratzer und Fernsehtürme als bedeutender Bestandteil einer Skyline.

## Geschichte

### Mittelalter

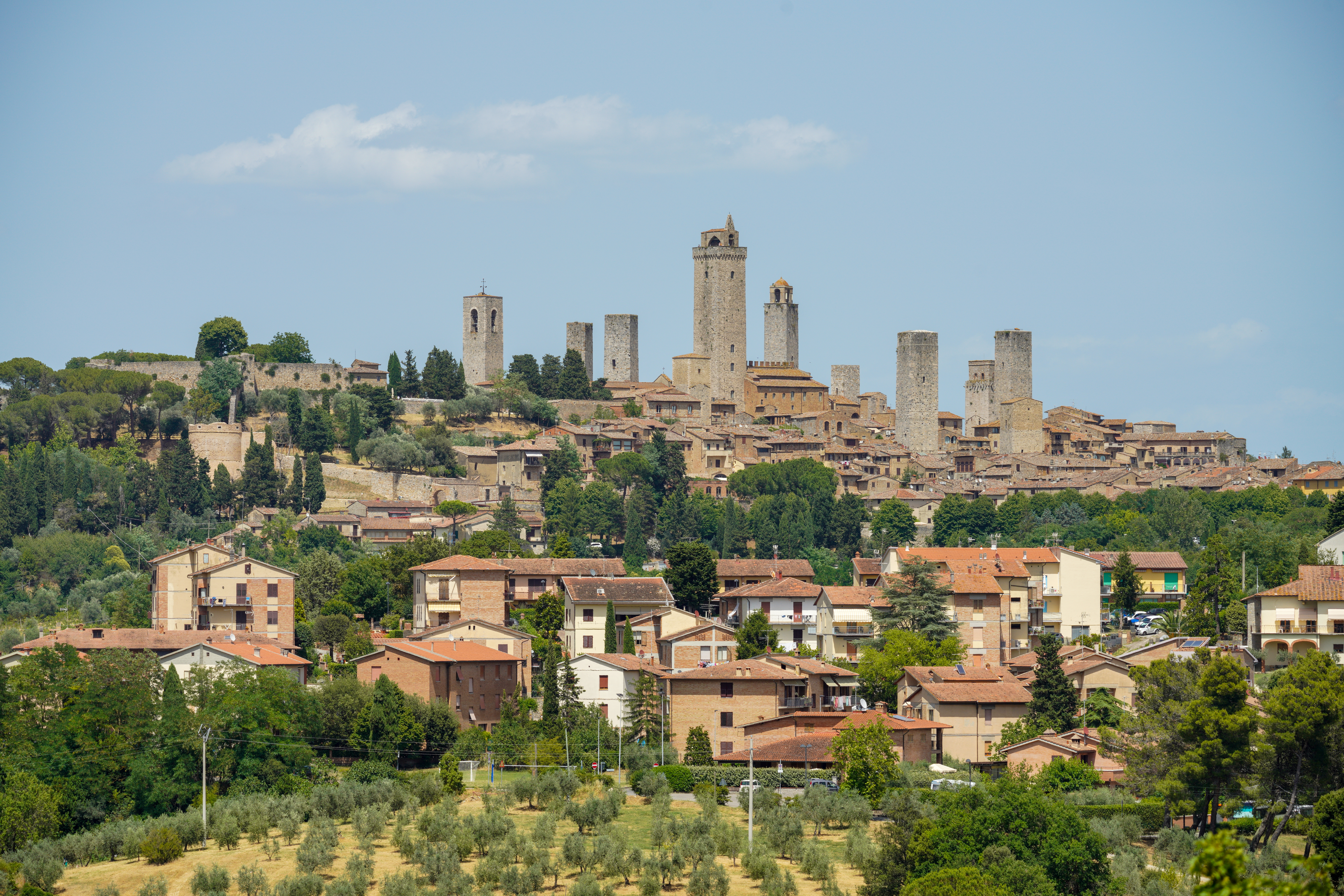
San Gimignano: Geschlechtertürme

Geschlechtertürme haben der Kleinstadt San Gimignano in der Toskana den Beinamen „Manhattan des Mittelalters“ beschert. Rivalisierende Familien versuchten, sich in der Höhe ihrer Türme gegenseitig zu überbieten. Das schien ihnen wichtiger zu sein als ein luxuriöses Leben, das in solchen Türmen nicht möglich war. Noch imposanter war im Mittelalter der Anblick der Türme von Bologna.
Im europäischen Mittelalter prägten aber meist nicht Geschäfts- oder Wohnhäuser die Stadtsilhouetten, sondern
- die Stadtbefestigungen mit Stadtmauern, Mauer-, Eck und Tortürmen
- und vor allem die Kirchtürme (teilweise auch die Kirchenschiffe).

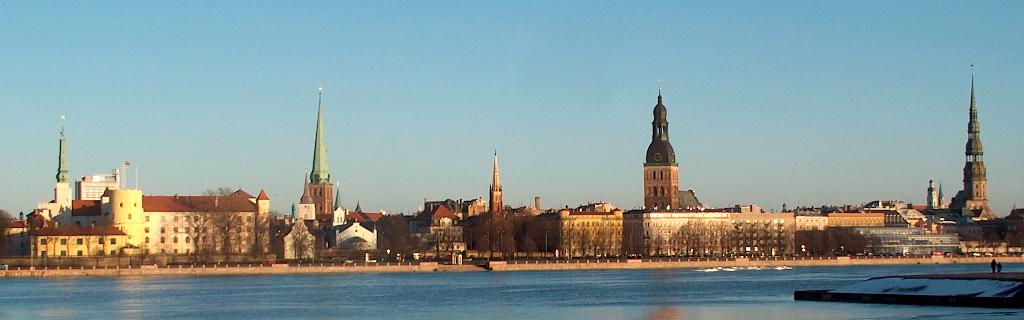
Silhouette der Rigaer Altstadt vom linken Daugavaufer aus gesehen

Von diesen Silhouetten wurden oftmals von spezialisierten Unternehmern Kupferstiche angefertigt, die uns die verlorenen Ansichten vergangener Zeiten überliefern. Da außer bei Dörfern und Städten in Tallagen, wie zum Beispiel Chur, ein Überblick von einer Zeichenposition nicht möglich war, wurden, um verdeckte Türme und Kirchenschiffe bzw. Kirchtürme auf dem Kupferstich darzustellen, Bilder aus zwei oder drei Positionen gezeichnet und dann die Silhouette zeichnerisch aufgeklappt.

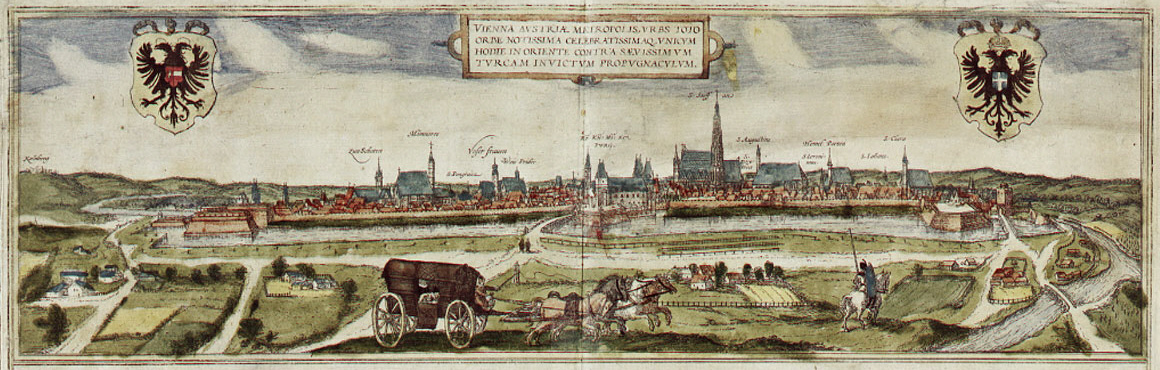
Wien nach dem Umbau der mittelalterlichen Stadtmauer 1548

### Neuzeit

#### Schornsteine und Fernsehtürme

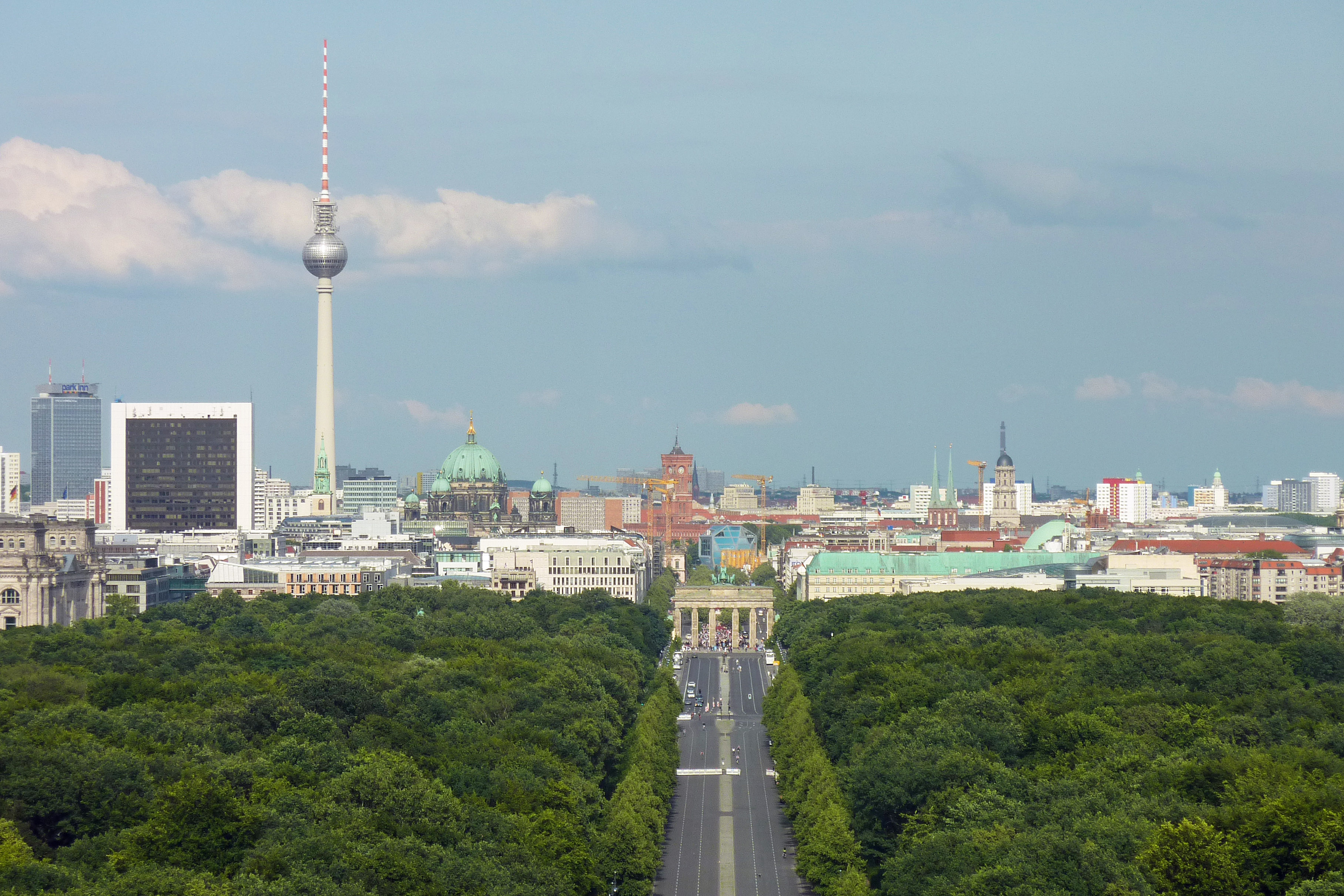
Die Stadtsilhouette Berlins ist vielfältig geprägt

In der Neuzeit begannen große Fabrikhallen und vor allem Fabrikschornsteine die Skyline der rasch wachsenden Industriestädte zu prägen.
Mit der Entwicklung des Fernsehens wurde oftmals der Fernsehturm das höchste und die Skyline prägende Gebäude der Stadt. Als besonders prägend für die Skyline gelten zum Beispiel der CN Tower in Toronto und in Deutschland der Stuttgarter Fernsehturm.
Eine Sonderstellung nimmt der Eiffelturm in Paris ein, der zwar auch der erste Funkturm war, aber in erster Linie als Monument des Fortschritts für die Weltausstellung 1889 ins Paris anlässlich des 100-jährigen Jubiläums der Französischen Revolution errichtet wurde und seither die Skyline der Stadt prägt.

#### Wolkenkratzer

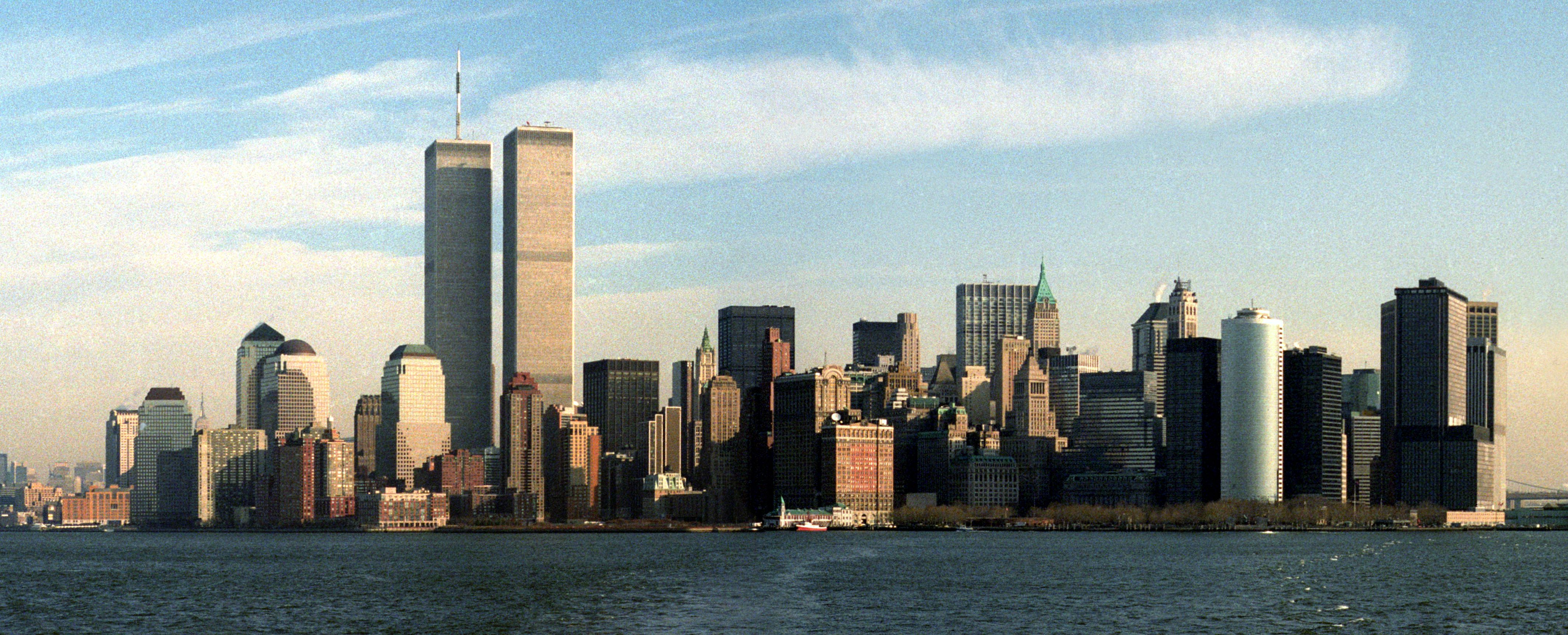
Die Skyline von Lower Manhattan im Jahr 1991

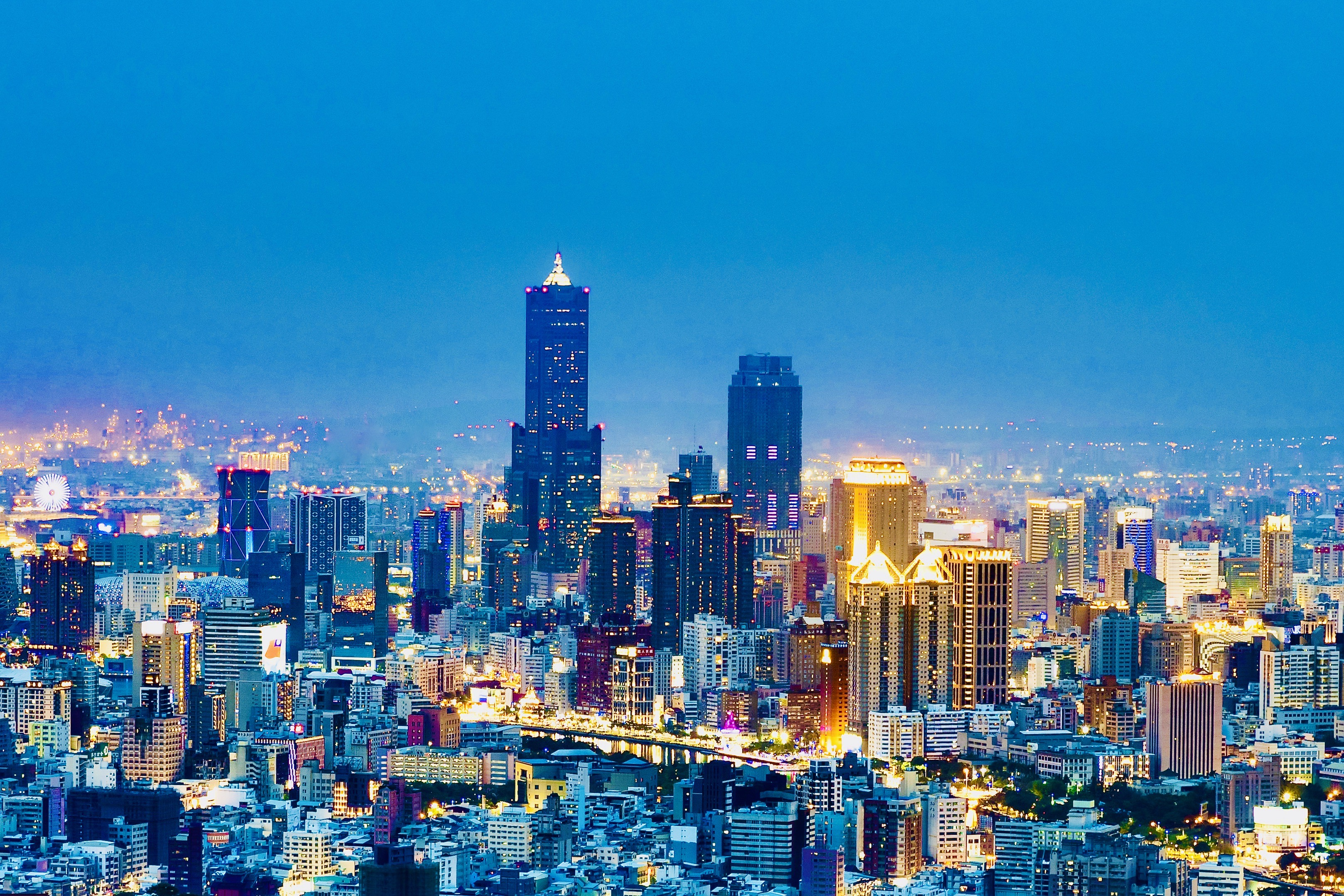
Die Skyline von Kaohsiung, Taiwan (2020)

Chicago gilt als Geburtsort der Wolkenkratzer, da hier mit dem zehnstöckigen Home Insurance Building 1885 das erste Haus mit Stahlskelett errichtet wurde. Am South Wacker Drive steht das höchste Gebäude Chicagos, der Willis Tower (früher Sears Tower), der eine Zeit lang auch das höchste Gebäude der Welt war.
Die ersten Städte, die für eine von Wolkenkratzern geprägte Skyline berühmt wurden, waren New York City und Chicago, wobei Chicago der Vorreiter war, New York aber die mit Abstand berühmtere Wolkenkratzerstadt wurde und auch deswegen Millionen Touristen anzieht.
Neben Platznot und den auch dadurch begründeten hohen Grundstückspreisen wie zuerst auf New Yorks Insel Manhattan oder den Städten Hongkong, Tokio und Singapur, spielt beim Bau von Wolkenkratzern bzw. Vierteln mit Wolkenkratzern vielfach auch das Bedürfnis eine Rolle, Leistungsfähigkeit zu demonstrieren, so etwa bei der Taipei 101 in Taipeh, Taiwan oder dem Zentrum Pudong von Shanghai.
In der Liste der Städte mit den meisten Großgebäuden liegt Hongkong mit 7659 registrierten Hochhäusern vor New York City mit 5571 und São Paulo mit 4803. Bei dieser Zählung werden Fernsehtürme, Stadien, Kirchen und Moscheen nicht berücksichtigt.
Beim Ranking von Emporis, einem bis 2022 existierenden Informations-Dienstleistungsunternehmen für die internationale Immobilienwirtschaft, entschied die Zahl der Stockwerke, die einzelne Gebäude haben. Emporis vergab außerdem jedes Jahr den Architekturpreis Emporis Skyscraper Award. Ein weltweit anerkanntes Ranking und Gebäudebeschreibung bietet die Datenbank der Organisation Council on Tall Buildings and Urban Habitat (CTBUH) an.

#### Technische Anlagen
Hier und da sind es technische Anlagen wie Fördertürme in Bergbauregionen, Hochöfen, Gasbehälter oder Kühltürme von Kraftwerken, die eine Skyline mitprägen oder im Einzelfall dominieren. An großen Chemiestandorten oder in der Umgebung von Erdölraffinerien prägen diese oft die Skyline. Auch hohe Silos, zum Beispiel für Getreide, können die Silhouette prägen. Bekannte Beispiele für hohe Getreidesilos sind der Henninger-Turm in Frankfurt und die Schapfenmühle in Ulm.

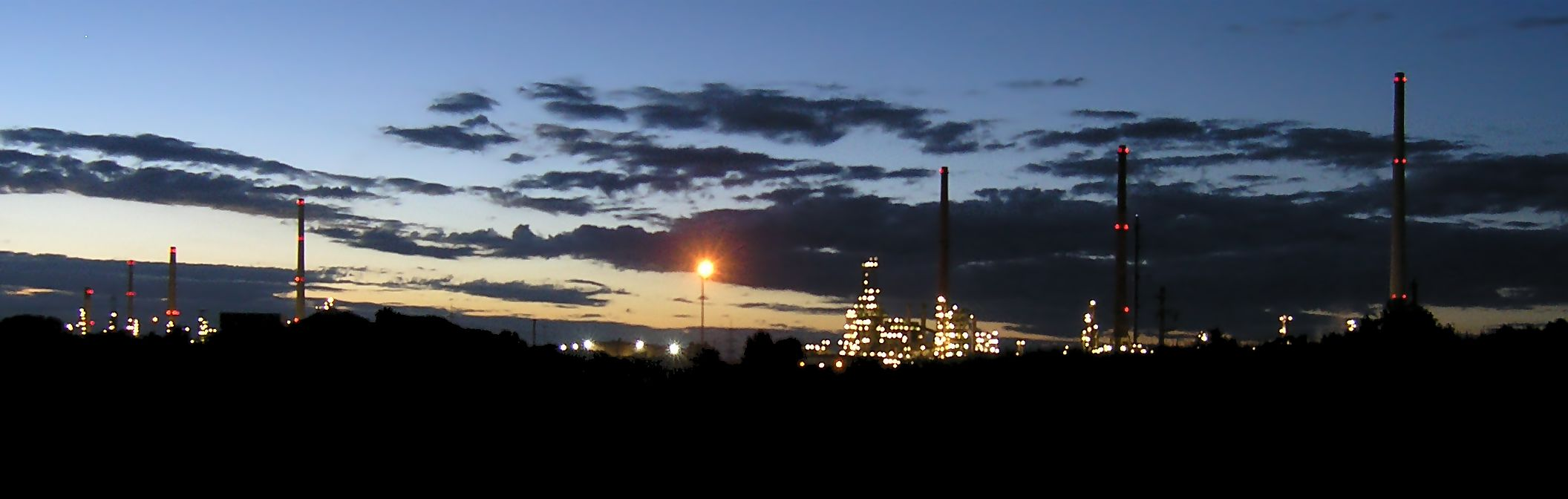
„Mineralölraffinerie Oberrhein (MiRO)“ Karlsruhe

In Hafenorten können große Hafenkräne und Lagergebäude, in neuerer Zeit Containeranlagen die Silhouette prägen.

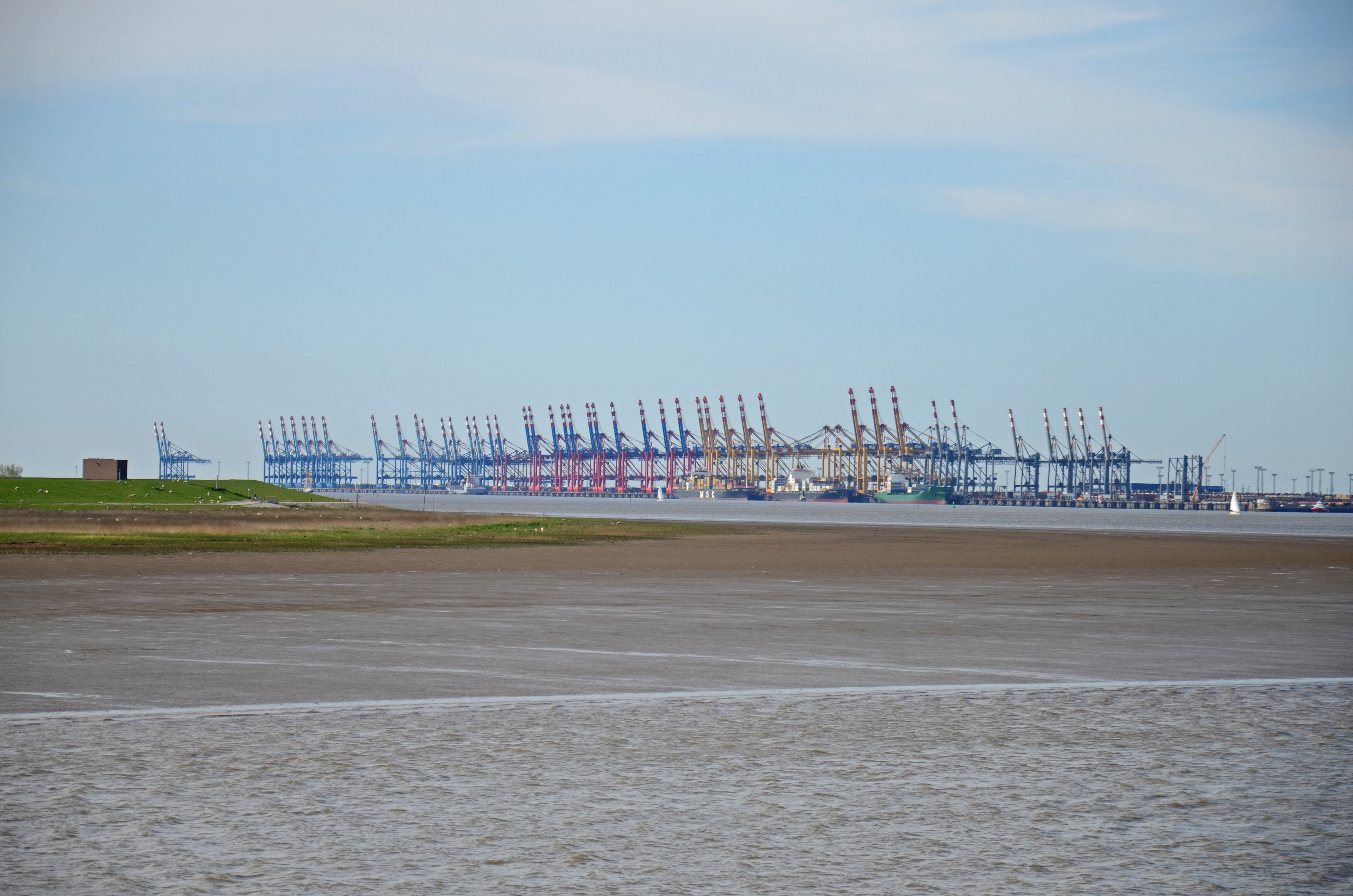
Container-Terminal Bremerhaven

## Deutschland

### Berlin
Berlin hat im Bezirk Mitte verschiedene Hochbauten, die eine Skyline bilden. Im Zentrum steht der 368 Meter hohe Fernsehturm am Alexanderplatz sowie das 125 Meter hohe Park Inn Hotel. Die ebenfalls 125 Meter hohen Treptowers, das 93 Meter hohe Internationale Handelszentrum in der Friedrichstraße, das Rote Rathaus, der 74 Meter hohe Berliner Dom und die Wohnhochhausbebauung am Alexanderplatz tragen ebenfalls zu einer markanten Stadtsilhouette bei.
Als flächengrößte Stadt Deutschlands verteilen sich mehrere Hochhauszentren in der gesamten Metropole. Rund um den Potsdamer Platz und entlang der Leipziger Straße befindet sich eine Zusammenballung von Hochhäusern. Ein weiteres Zentrum liegt in Charlottenburg-Wilmersdorf. In der Gegend um den Bahnhof Zoo im Bereich der Kaiser-Wilhelm-Gedächtniskirche stehen mehrere Hochhäuser, die ein eigenständiges Panorama bilden. Dazu gehören das 119 Meter hohe Upper West, das Zoofenster, sowie das am Breitscheidplatz gelegene Europacenter.
Für Berlin ist typisch, dass auch einzelne Stadtbezirke typische Skylines haben, so Spandau (Altstadt mit Nikolaikirche und Rathaus), Köpenick (Altstadt) oder Steglitz (Kreisel und Bierpinsel).

### Dortmund
In den letzten Jahren hat sich in Dortmund eine Ansammlung von Hochhäusern bis zu 100 Metern Gebäudehöhe gebildet. Zusammen mit dem mittelalterlichen Kirchen St. Reinoldi und St. Petri bilden die Bürotürme RWE Tower, IWO-Hochhaus und Sparkassen-Hochhaus die Skyline in der City. Außerhalb der City, in der Nähe von der Bundesstraße 1 (ca. bei Westfalenhallen), hat sich nebenbei ein Cluster aus hohen Bürogebäuden gebildet; im Jahr 2010 wurde der Westfalentower mit 86 Meter Höhe gebaut. Nebenbei befinden sich Wohnsiedlungen von 60 bis 80 Metern Höhe in Dortmund, wie der Hannibal in der nördlichen Innenstadt oder das Hochhaus an der Heiligegartenstraße.
An der Haltestelle Dortmund Stadthaus soll ein 60 Meter-Hochhaus mit Gastronomie und Wohnungen entstehen. Die Stadt hat den Plänen zugestimmt.
Höchstes Bauwerk mit 206 Metern ist der Florianturm, das höchste Gebäude misst 91 Meter (RWE Tower).

### Dresden
Dresdens Silhouette glänzt zwar nicht unbedingt mit Höhe, dafür jedoch mit einer jahrhundertealten Tradition. Der berühmte „Canaletto-Blick“ bezeichnet die Ansicht der Stadtfront vom Nordufer der Elbe, die in ihren Grundzügen bis heute besteht. Die Pflege dieses Stadtbildes ging sogar so weit, dass Gebäude aus DDR-Zeiten wieder abgerissen wurden, um das historisch festgesetzte Bild wieder zu erstellen.

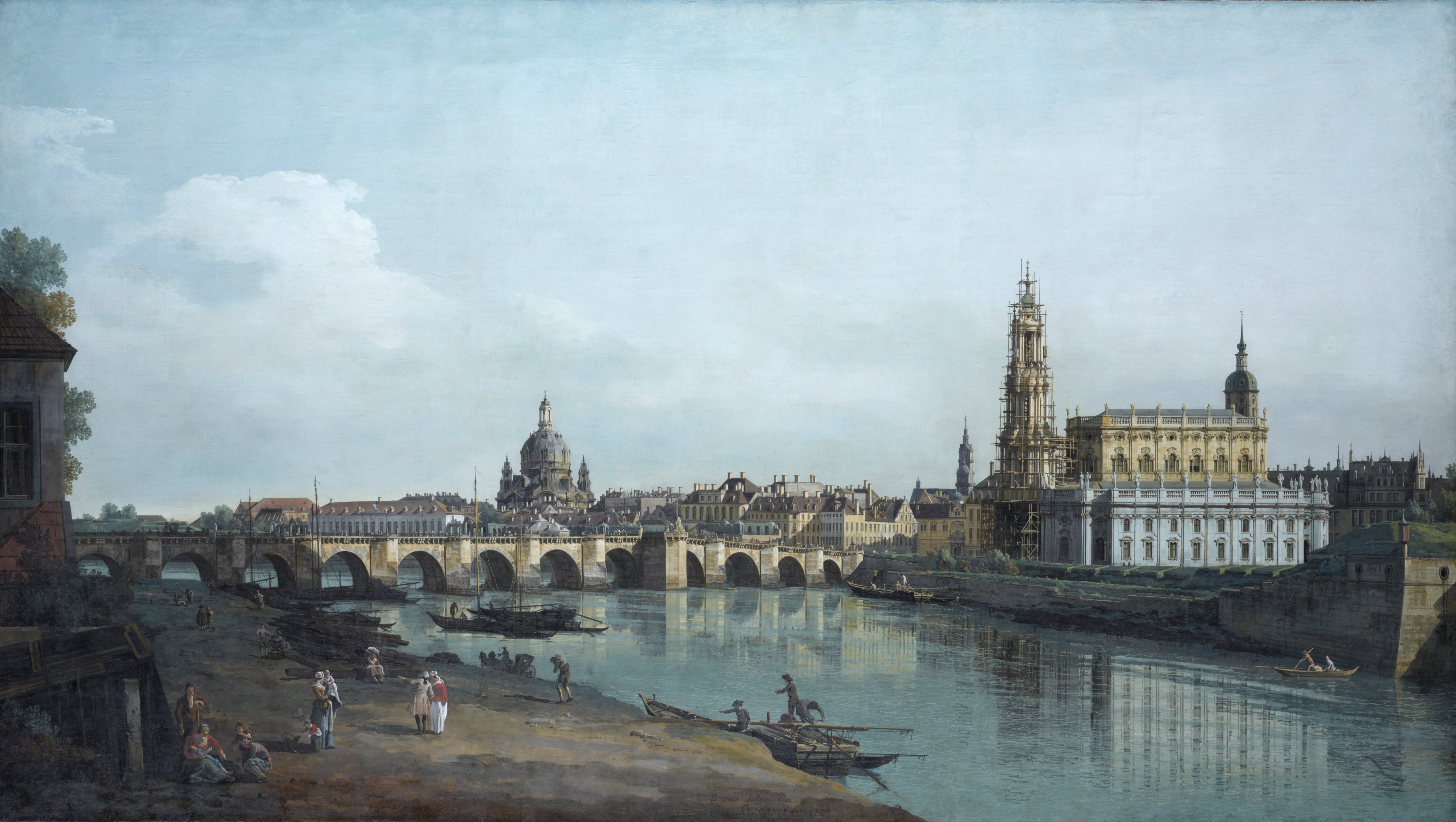
Bernardo Bellotto: Die Elbe bei Dresden

Jedenfalls ist die Dresdner Stadtsilhouette mit Semperoper, Schloss und Katholischer Hofkirche, Frauenkirche, „Zitronenpresse“ (Kuppel der Kunstakademie) und Rathausturm im Hintergrund (von rechts nach links) heute noch ein beliebtes Motiv.

### Düsseldorf

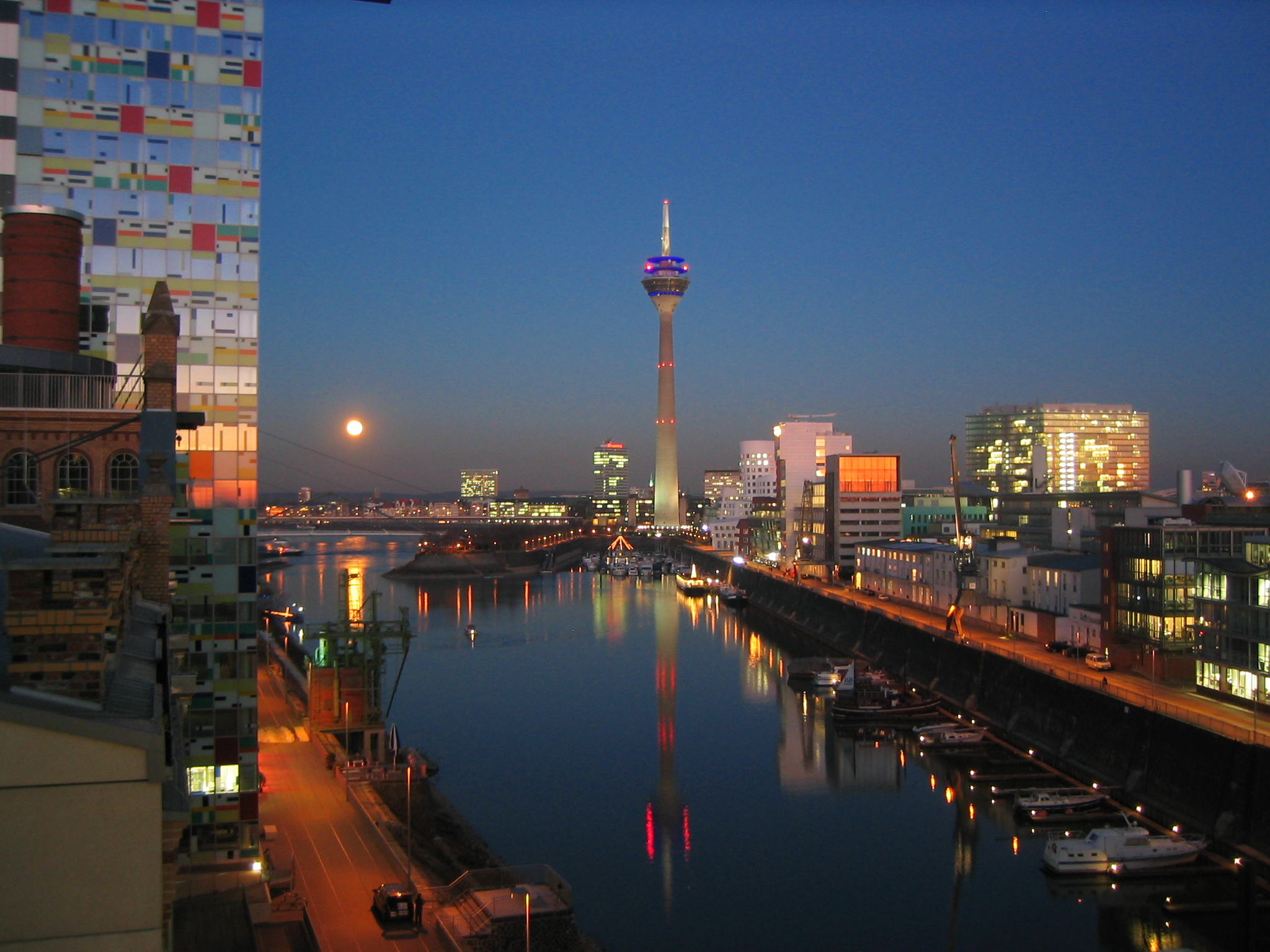
Der Medienhafen und weitere Teile des Düsseldorfer Stadtbildes werden durch Hochhäuser geprägt.

Düsseldorfs Silhouette ist in verschiedenen Stadtteilen, vor allem im Zentrum, durch Hochhäuser geprägt. Eines der ersten deutschen Hochhäuser ist das 1924 eröffnete, expressionistische und 57 m hohe Wilhelm-Marx-Haus. Das höchste Gebäude der Stadt ist der 125 m und im Jahr 2000 eröffnete ARAG-Tower.

### Essen

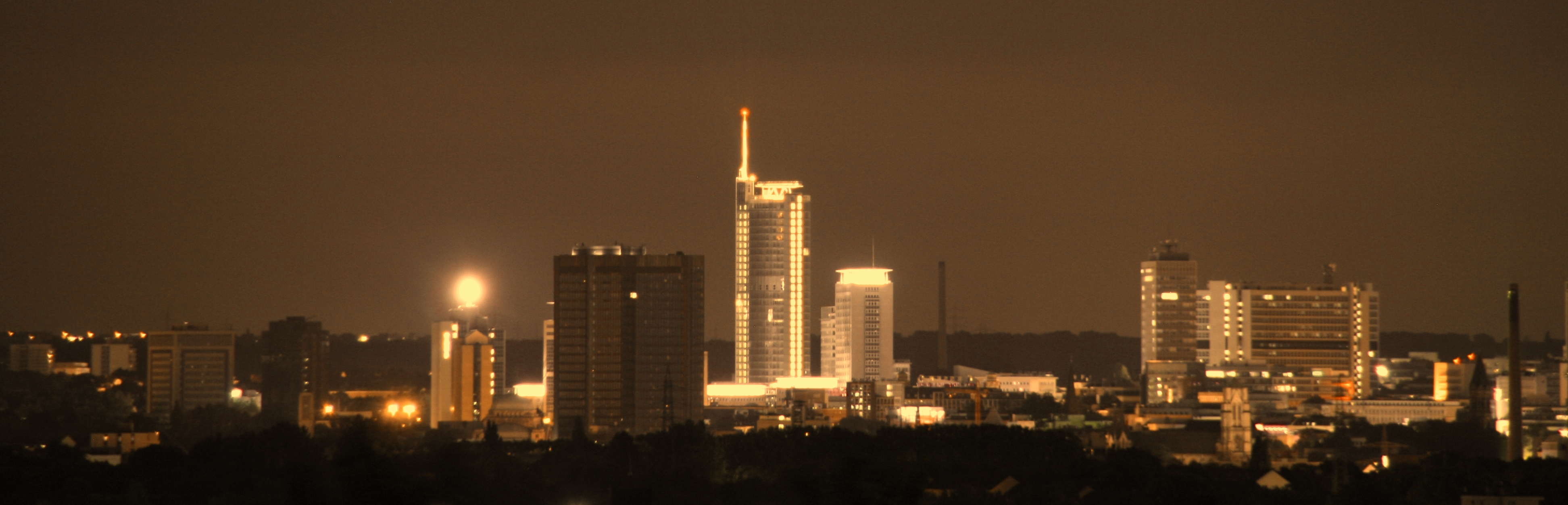
Die Skyline von Essen

Essen ist eine der wenigen deutschen Städte mit einer kompakten Hochhausgruppe (auch Hochhaus-Cluster oder -Pulk genannt). Die meisten Hochhäuser konzentrieren sich im Südviertel, südlich der Innenstadt. Die höchsten Gebäude sind der RWE-Turm mit einer Höhe von 127 m (mit Spitze 162 m) und das Essener Rathaus mit 106 m. Derzeit wird die Skyline um einige Neubauten aber auch durch den Abbruch einzelner Hochhäuser stark verändert.

### Frankfurt am Main

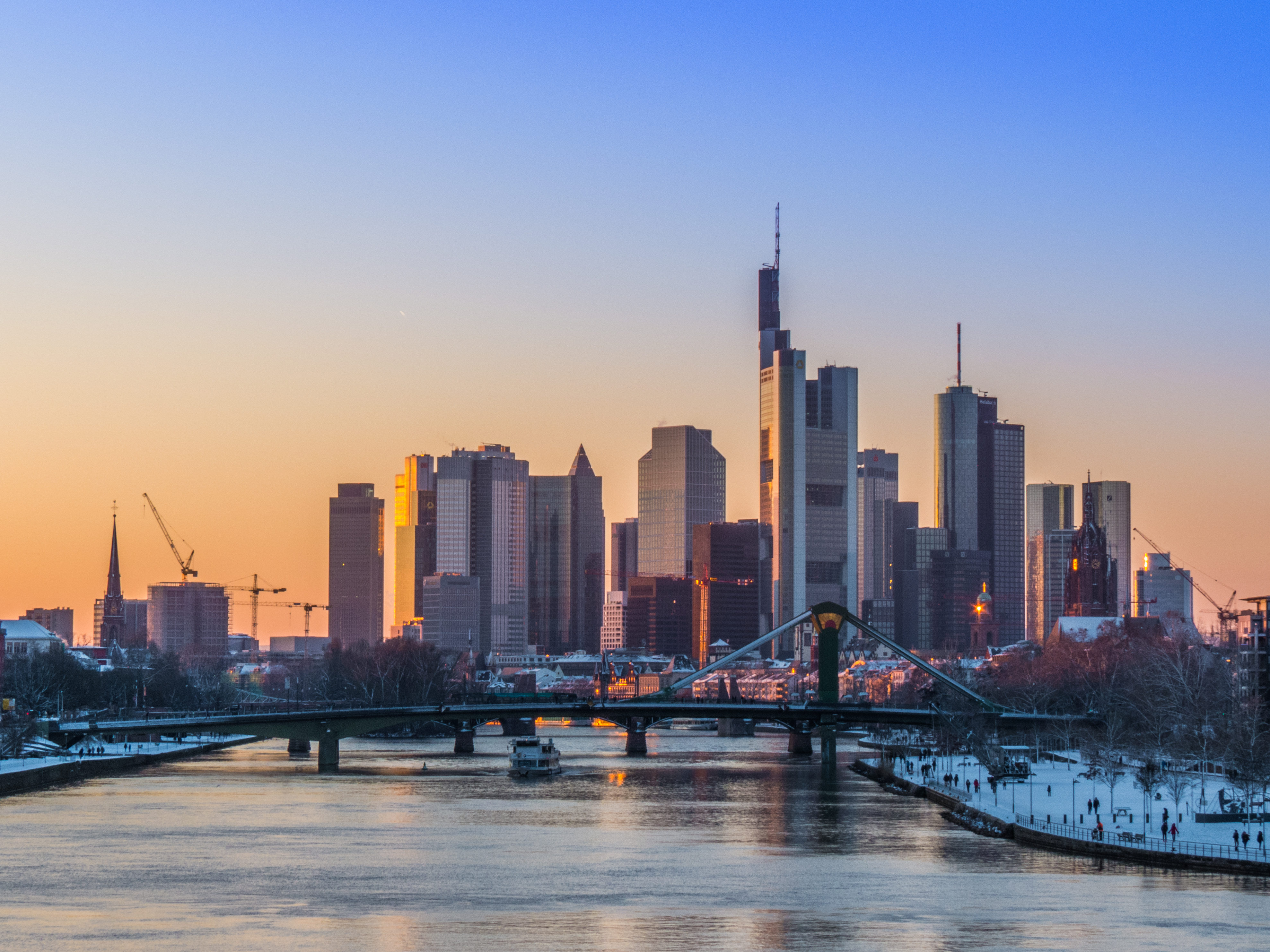
Die Frankfurter Skyline

Die Skyline von Frankfurt am Main hat der Stadt den Beinamen Mainhattan eingebracht. Seit der Eröffnung des Westend Gates im Jahre 1976 ist das höchste Gebäude Frankfurts zugleich das höchste Gebäude Deutschlands. Der Messeturm war mit 257 Metern Höhe das höchste Gebäude Europas, bis er vom 259 m hohen Commerzbank Tower übertroffen wurde. In Frankfurt erreichen aktuell (Stand Juli 2022) 37 Hochhäuser eine Mindesthöhe von 100 Metern, fünf davon erreichen die 200 Meter. Weitere befinden sich im Bau oder in fortgeschrittener Planung. Neben den Bürohochhäusern zeichnet sich die Frankfurter Skyline durch den 337,5 Meter hohen Europaturm (Fernsehturm) aus. Eine neuere Entwicklung ist der vermehrte Bau von Wohnhochhäusern. Bis zu seinem Abriss im Jahr 2013 prägte auch der 120 Meter hohe Henninger-Turm (Getreidesilo) die Skyline von Frankfurt. Um die Hochhäuser bauleitplanerisch zu reglementieren, wurde ein Hochhausrahmenplan aufgestellt, der festschreibt, wo und wie Hochhäuser gebaut werden dürfen.

### Hamburg
In Hamburg gibt es, vom Fernsehturm und den anderen Hauptkirchen St. Nikolai (147 m) und St. Petri (133 m) abgesehen, kein höheres Gebäude als die 132 Meter hohe Stadtkirche Michel. Hamburgs ehemaliger Erster Bürgermeister Ole von Beust reagierte auch auf den Münchner Bürgerentscheid verständnisvoll:

„Zumindest lehrt der Bürgerentscheid in München, dass die Menschen in starkem Maß Anteil nehmen an der Gestaltung ihrer Stadt. Auch die Hamburger können durchaus empfindlich auf städtebauliche Projekte reagieren. Ihnen liegt besonders der vertraute Blick auf den Hafen, das Innenstadt-Ensemble mit Binnen- und Außenalster und die Silhouette der Kirchtürme am Herzen, die das Aussehen und die Erscheinung Hamburgs am stärksten charakterisieren. Es ist breiter Konsens in Hamburg, dass dieser Blick unverstellt bleiben muss.“

Allerdings wird in der Hafencity der 245 Meter hohe Elbtower errichtet, welcher nach Fertigstellung der dritthöchste Wolkenkratzer in Deutschland ist.

### Köln
Der Kölner Dom ist mit 157 Metern die höchste Kirche der Stadt und wurde 1996 von der UNESCO als eines der europäischen Meisterwerke gotischer Architektur eingestuft und zum Weltkulturerbe erklärt.
Am 5. Juli 2004 wurde der Dom wegen einer „Gefährdung der visuellen Integrität des Doms und der einzigartigen Kölner Stadtsilhouette durch die Hochhausplanungen auf der dem Dom gegenüberliegenden Rheinseite“ vom UNESCO-Welterbekomitee auf die Liste des gefährdeten Welterbes gesetzt. Konkret war damit der Bau eines 103 Meter hohen Turms und der Planung drei weiterer Hochhäuser bis zu 120 Meter in unmittelbarer Nähe zum Dom gemeint.
Bei Verhandlungen am 13. Juli 2005 auf der UNESCO-Konferenz im südafrikanischen Durban wurde die endgültige Entscheidung um ein Jahr vertagt. Den deutschen Behörden sollte die Möglichkeit gegeben werden, bis Ende 2005 Informationen über geplante Baumaßnahmen in Köln-Deutz einzureichen.
Im Juli 2006 entschied das Welterbekomitee auf seiner 30. Tagung im litauischen Vilnius, den Kölner Dom aus der Liste des gefährdeten Welterbes zu streichen. Damit wurde den geänderten Bauplänen für das rechtsrheinische Ufer Rechnung getragen; außer dem bereits fertiggestellten Kölntriangle sollen dort keine weiteren Hochhäuser mehr entstehen.

### Leipzig

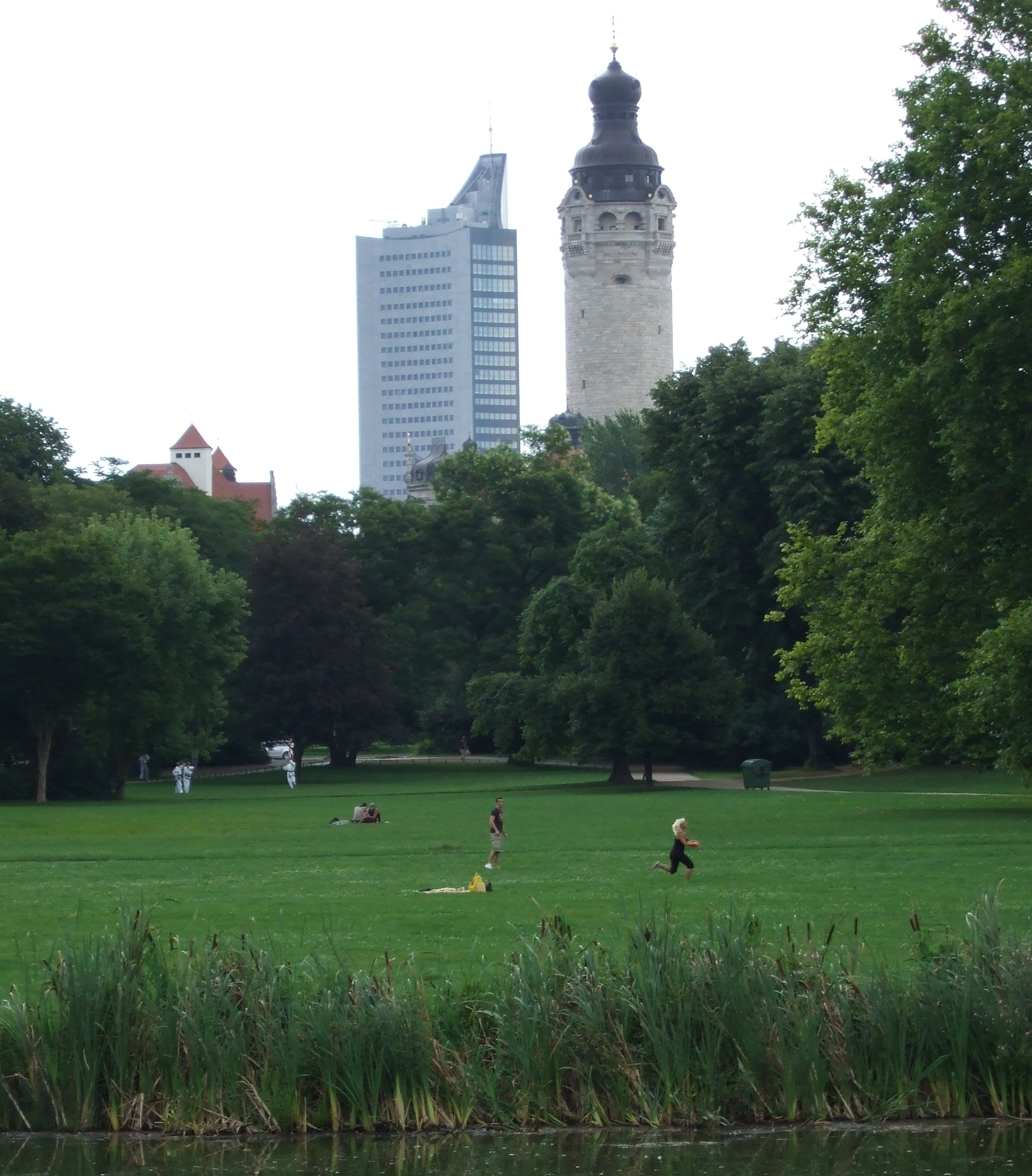
Johannapark in Leipzig mit Neuem Rathaus und City-Hochhaus im Hintergrund

Leipzig ist die einzige Stadt der neuen Bundesländer mit einer – wenn auch eher schwach ausgeprägten – Hochhaus-Skyline. Das höchste Gebäude der Stadt und einziger Wolkenkratzer ist das 155 Meter hohe City-Hochhaus. Ergänzt wird die Silhouette durch drei weitere Hochhäuser mit 107, 96 und 70 Metern Höhe sowie der im Stil des Historismus gehaltene Turm des Neuen Rathauses, der mit 115 Metern der höchste Rathausturm Deutschlands ist. Auch das abseits vom Stadtzentrum gelegene 91 Meter hohe Völkerschlachtdenkmal wird gelegentlich – insbesondere bei der Stilisierung der Silhouette – zur Leipziger Skyline gerechnet.

### München
In München galt zum Schutz des alten und von den Münchnern hochgeschätzten Stadtbildes bis Anfang der 1980er-Jahre die Regel, dass kein Hochhaus höher sein durfte als die 100 Meter hohe Frauenkirche. Auch das BMW-Hochhaus hielt sich noch an diese Regel. Auch heute gehört zum Genehmigungsprozess eine Stadtbild-Verträglichkeitsuntersuchung.
Als tatsächlich begonnen wurde, über 100 Meter zu bauen, bildete sich zur Verteidigung der alten Stadtsilhouette die Bürgerinitiative Unser München, die ein Bürgerbegehren gegen massiven Hochhausbau startete. Insbesondere das Hochhaus Uptown München wurde als Negativbeispiel angegriffen und als Vierkantnagel bezeichnet. Die Bürgerinitiative machte geltend, München gehöre „zu den wenigen großen Städten wie zum Beispiel Florenz, Rom oder Budapest, die sich noch eine zu verteidigende Stadtsilhouette bewahrt haben.“ München dürfe keine beliebige 08/15-Hochhausstadt werden, wie es sie weltweit tausendfach gebe. München müsse seine Individualität bewahren. Mit diesen Argumenten konnte die Initiative Unser München im Jahre 2004 35.000 Unterstützungsunterschriften gewinnen. Tatsächlich obsiegte die Bürgerinitiative mit ihrem Volksbegehren mit 101.780 Befürwortern mit 50,8 % Ja-Stimmen bei 21,9 % Wahlbeteiligung. Mit der neuen alten Höhengrenze scheiterte eine ganze Reihe von Hochhausprojekten. Obwohl die erneute Beschränkung der Bauhöhe auf 100 Meter nur für ein Jahr galt, wurde seitdem kein Gebäude mehr gebaut, das diese Höhe überschritt.

### Bonn

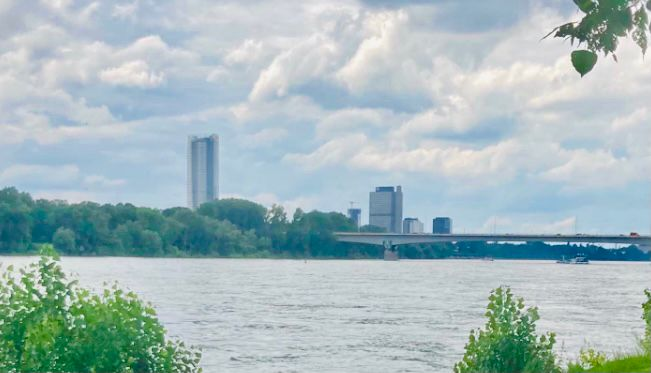
Die Skyline von Bonn

Seit der Fertigstellung des 162,5 Meter hohen Post Towers im Jahre 2002 wurden im Bonner Bundesviertel immer wieder Gebäude mit einer Höhe von über 50 Metern geplant und erbaut. Mit dem Bau neuer Hochhäuser wie der des 65 Meter hohen Neuen UN-Hochhauses, dem 68 Meter hohen Hotel des World Conference Centers sowie zuletzt der des 101,5 Meter hohen Neuen Kanzlerplatzes hat sich in den letzten 20 Jahren neben den Bestandsgebäuden Post Tower, Tulpenfeld-Hochhaus sowie dem 114 Meter hohen Langen Eugen eine kleine Skyline entwickelt.